# Abelstraße 15

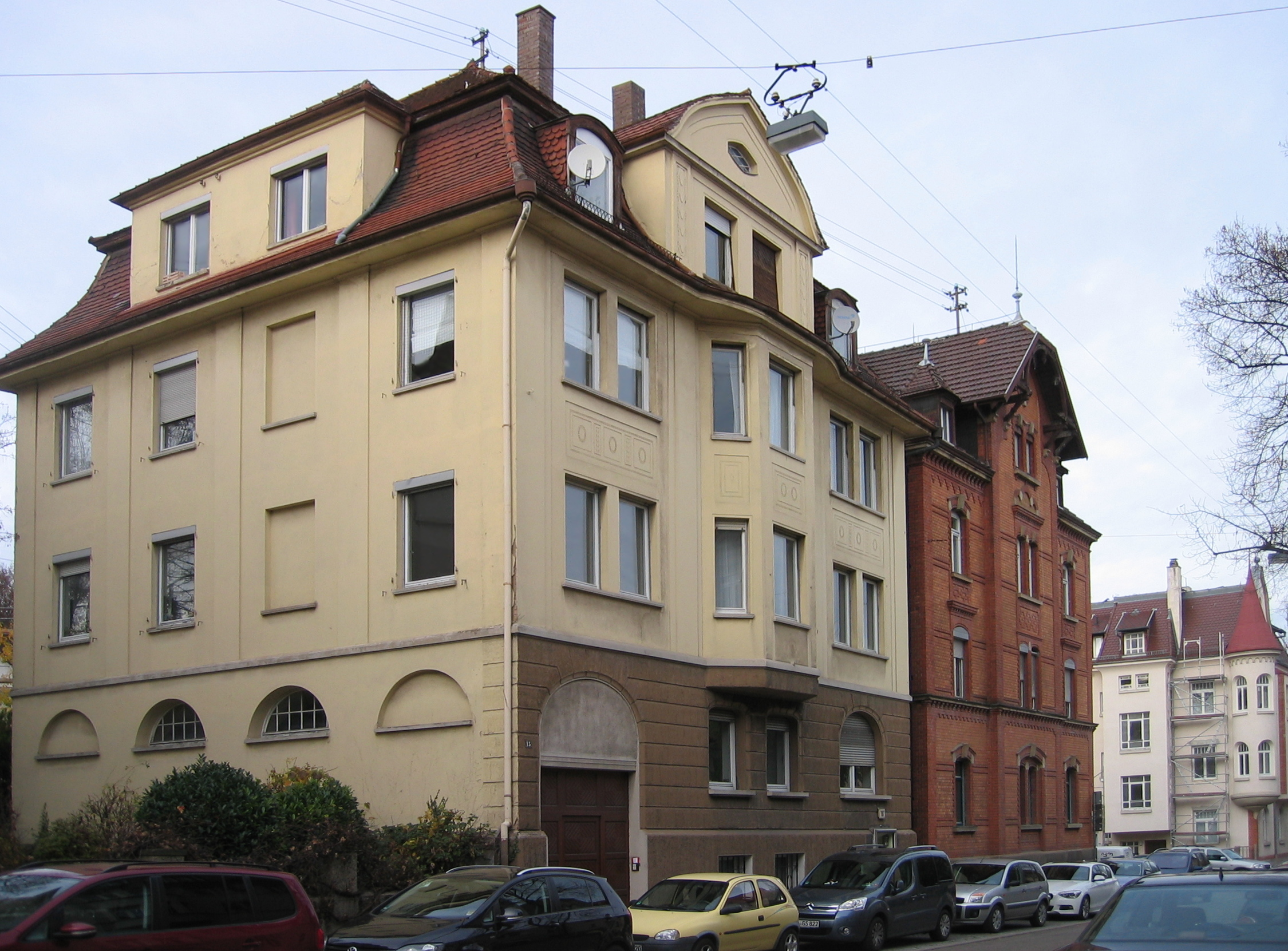
Gebäude Abelstraße 15 in Ludwigsburg

Das Gebäude Abelstraße 15 in Ludwigsburg wurde 1910 errichtet. Das Mietshaus ist ein geschütztes Kulturdenkmal.
Das dreigeschossige Haus wurde nach Plänen von Karl Hammer erbaut, der auch für das Eckhaus Abelstraße 10 verantwortlich war. Die Fassadengliederung und die Dachform ist in neobarocken Formen ausgeführt. Der zweigeschossige Erker wird von einem Zwerchhaus überragt. Das Erdgeschoss und die Fenster wurden stark verändert.